# Enrico Masseroni

Erzbischofswappen von Enrico Masseroni

Enrico Masseroni (* 20. Februar 1939 in Borgomanero, Piemont; † 30. September 2019 in Moncrivello, Piemont) war ein italienischer Geistlicher und römisch-katholischer Erzbischof von Vercelli.

## Leben
Enrico Masseroni begann 1950 seine theologische Ausbildung. Am 29. Juni 1963 spendete ihm der  Bischof Placido Maria Cambiaghi in der Kathedrale von Novara die Priesterweihe. Er wurde 1963 Kaplan in Briga Novarese und 1964 Pfarrer in Valstrona. 1967 erfolgte die Bestellung zum stellvertretenden Rektor des Kleinen Seminars San Carlo von Arona. 1968 beendete er ein weiterführendes Studium der Katholischen Theologie an der Päpstlichen Universität Gregoriana in Rom. Im darauf folgenden Jahr wurde er Leiter des Priesterseminars von Novara. 1974 graduierte er in Philosophie an der Katholischen Universität vom Heiligen Herzen in Mailand.
Am 3. Oktober 1987 wurde Masseroni durch Papst Johannes Paul II. zum Bischof von Mondovì ernannt. Am 8. Dezember 1987 empfing er in der Kathedrale von Novara durch Bischof Aldo Del Monte die Bischofsweihe. Mitkonsekratoren waren der Bischof von Biella, Massimo Giustetti, und Weihbischof Francesco Maria Franzi aus Novara. Die Amtseinführung in Mondovì fand am 13. Dezember 1987 statt.
Am 10. Februar 1996 erfolgte die Ernennung und am 24. März die Amtseinführung als Erzbischof von Vercelli. Das Pallium erhielt er am 29. Juni 1996 von Papst Johannes Paul II. im Petersdom überreicht. Erzbischof Masseroni war Mitglied der Kommission für das katholische Bildungswesen an Schulen und Universitäten der Italienischen Bischofskonferenz.
Papst Franziskus nahm am 27. Februar 2014 sein aus Altersgründen vorgebrachtes Rücktrittsgesuch an.
Enrico Masseroni engagierte sich für viele Sozialprojekte im Heiligen Land. Er war Großoffizier des Ritterordens vom Heiligen Grab zu Jerusalem.